# Imane Laurence
Pour les articles homonymes, voir Laurence.
Imane Laurence est une actrice française née le 12 juillet 2000 à Challans. Elle a remporté le prix Adami d'interprétation féminine au Festival international du court métrage de Clermont-Ferrand en 2019 pour Côté Cœur de Héloïse Pelloquet.

## Biographie
Imane Laurence est originaire de l'Île de Noirmoutier. Passionnée dès son plus jeune âge par le théâtre et le cinéma, elle passe par le Lycée François Truffaut de Challans et le Conservatoire d'art dramatique de La Roche-sur-Yon en Vendée.
Sa rencontre avec la réalisatrice Héloïse Pelloquet date de son plus jeune âge, cette dernière étant sa baby-sitter. Imane Laurence joue dans les trois principaux courts-métrages de cette réalisatrice, Comme une grande (2014), L'Âge des sirènes (2016) et Côté Cœur (2018), multi-primés dans les festivals nationaux et internationaux.
Imane Laurence reçoit une mention spéciale, prix d'Interprétation féminine au Festival Premiers Plans d'Angers en 2015, et le prix Adami d'interprétation féminine au Festival international du court métrage de Clermont-Ferrand en 2019.
Le magazine Télérama loue l'interprétation de la «gracieuse Imane Laurence» au jeu «de plus en plus subtil à mesure qu’elle entre dans l’âge des possibles». À l'occasion de son prix d'Interprétation à Clermont-Ferrand, le magazine Les Inrockuptibles souligne le caractère «hautement dû [du prix] pour sa jeune comédienne Imane Laurence, irrésistible en ado en proie aux expériences amoureuses».
En 2022, elle joue le rôle d'Océane dans le long-métrage La Passagère, avec Cécile de France. 

## Filmographie
- 2014 : Comme une grande d'Héloïse Pelloquet : Imane
- 2016 : L'Âge des sirènes d'Héloïse Pelloquet
- 2018 : Côté Cœur d'Héloïse Pelloquet : Maryline
- 2020: Platonov de Vincent-Menjou Cortès
- 2022: La Passagère d'Héloïse Pelloquet : Océane

## Distinctions
- Prix Adami d'interprétation, meilleure comédienne, Festival de Clermont-Ferrand, 2019[6]
- Mention spéciale, prix d'interprétation féminine, Festival Premiers Plans d'Angers, 2015[7]